# Sophia Dorothea van Pruisen

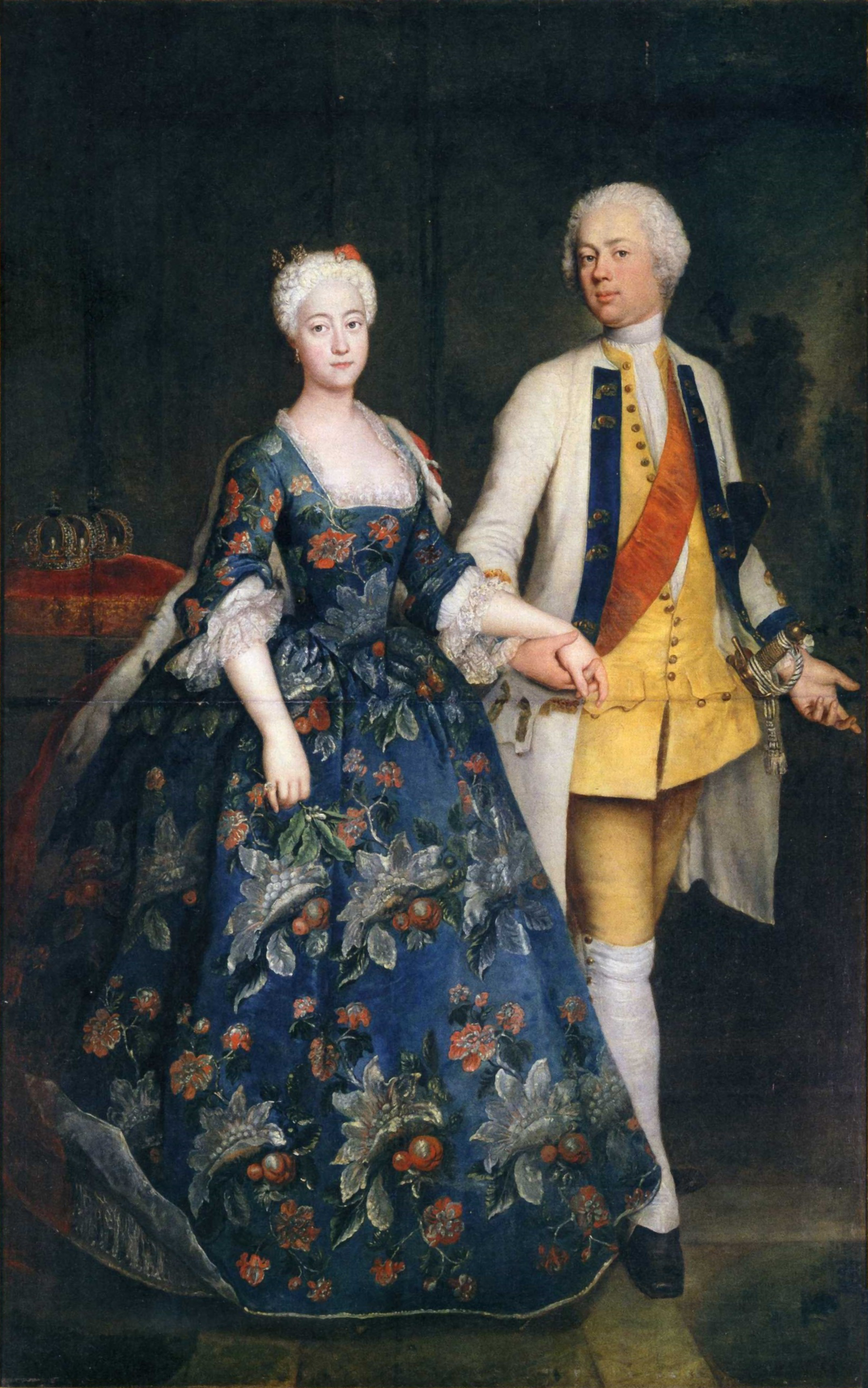
Sophia Dorothea van Pruisen met Frederik Willem van Brandenburg-Schwedt

Sophia Dorothea Maria van Pruisen (Berlijn, 25 januari 1719 — Schwedt, 13 november 1765) was een dochter van Frederik Willem I van Pruisen en van Sophia Dorothea van Hannover, de enige dochter van koning George I van Groot-Brittannië.

## Huwelijk en kinderen
Zij huwde in 1734 met Frederik Willem van Brandenburg-Schwedt. Het paar kreeg de volgende kinderen:
- Frederika (1736-1798), in 1753 gehuwd met Frederik Eugenius van Württemberg (1732-1797)
- Anna Elisabeth (1738-1820), in 1755 gehuwd met haar oom Ferdinand van Pruisen (1730-1813), zoon van Frederik Willem I van Pruisen
- George (1741-1742)
- Philippine (1745-1800), in 1773 gehuwd met Frederik II van Hessen-Kassel (1720-1785) en met graaf George van Wintzingerode (1752-1834)
- George (1749-1751)

## Voorvaderen
| Sophia Dorothea van Pruisen             | Sophia Dorothea van Pruisen                                                                  | Sophia Dorothea van Pruisen                                                                  | Sophia Dorothea van Pruisen                                                               | Sophia Dorothea van Pruisen                                                               | Sophia Dorothea van Pruisen                                                               | Sophia Dorothea van Pruisen                                                               | Sophia Dorothea van Pruisen                                                               | Sophia Dorothea van Pruisen                                                               |
| --------------------------------------- | -------------------------------------------------------------------------------------------- | -------------------------------------------------------------------------------------------- | ----------------------------------------------------------------------------------------- | ----------------------------------------------------------------------------------------- | ----------------------------------------------------------------------------------------- | ----------------------------------------------------------------------------------------- | ----------------------------------------------------------------------------------------- | ----------------------------------------------------------------------------------------- |
| Overgrootouders                         | Frederik Willem I van Brandenburg (1620–1688) ∞ 1646 Louise Henriëtte van Nassau (1627–1667) | Frederik Willem I van Brandenburg (1620–1688) ∞ 1646 Louise Henriëtte van Nassau (1627–1667) | Ernst August van Brunswijk-Lüneburg (1629–1698) ∞ 1658 Sophia van de Palts (1630–1714)    | Ernst August van Brunswijk-Lüneburg (1629–1698) ∞ 1658 Sophia van de Palts (1630–1714)    | Ernst August van Brunswijk-Lüneburg (1629–1698) ∞ 1658 Sophia van de Palts (1630–1714)    | Ernst August van Brunswijk-Lüneburg (1629–1698) ∞ 1658 Sophia van de Palts (1630–1714)    | George Willem van Brunswijk-Lüneburg (1624–1705) ∞ 1676 Éléonore d’Olbreuse (1639–1722)   | George Willem van Brunswijk-Lüneburg (1624–1705) ∞ 1676 Éléonore d’Olbreuse (1639–1722)   |
| Grootouders                             | Frederik I van Pruisen (1657–1713) ∞ 1684 Sophie Charlotte van Hannover (1668–1705)          | Frederik I van Pruisen (1657–1713) ∞ 1684 Sophie Charlotte van Hannover (1668–1705)          | Frederik I van Pruisen (1657–1713) ∞ 1684 Sophie Charlotte van Hannover (1668–1705)       | Frederik I van Pruisen (1657–1713) ∞ 1684 Sophie Charlotte van Hannover (1668–1705)       | George I van Groot-Brittannië (1660–1727) ∞ 1682 Sophia Dorothea van Celle (1666–1726)    | George I van Groot-Brittannië (1660–1727) ∞ 1682 Sophia Dorothea van Celle (1666–1726)    | George I van Groot-Brittannië (1660–1727) ∞ 1682 Sophia Dorothea van Celle (1666–1726)    | George I van Groot-Brittannië (1660–1727) ∞ 1682 Sophia Dorothea van Celle (1666–1726)    |
| Ouders                                  | Frederik Willem I van Pruisen (1688–1740) ∞ 1706 Sophia Dorothea van Hannover (1687–1757)    | Frederik Willem I van Pruisen (1688–1740) ∞ 1706 Sophia Dorothea van Hannover (1687–1757)    | Frederik Willem I van Pruisen (1688–1740) ∞ 1706 Sophia Dorothea van Hannover (1687–1757) | Frederik Willem I van Pruisen (1688–1740) ∞ 1706 Sophia Dorothea van Hannover (1687–1757) | Frederik Willem I van Pruisen (1688–1740) ∞ 1706 Sophia Dorothea van Hannover (1687–1757) | Frederik Willem I van Pruisen (1688–1740) ∞ 1706 Sophia Dorothea van Hannover (1687–1757) | Frederik Willem I van Pruisen (1688–1740) ∞ 1706 Sophia Dorothea van Hannover (1687–1757) | Frederik Willem I van Pruisen (1688–1740) ∞ 1706 Sophia Dorothea van Hannover (1687–1757) |
| Sophia Dorothea van Pruisen (1719–1765) |                                                                                              |                                                                                              |                                                                                           |                                                                                           |                                                                                           |                                                                                           |                                                                                           |                                                                                           |